# Pierre Roger (nuotatore)
Pierre Roger (La Flèche, 8 dicembre 1983) è un nuotatore francese.
Specializzato nel dorso, ha partecipato alle Olimpiadi di Atene 2004, fermandosi al primo turno della gara dei 100 m dorso.

## Palmarès
- Europei:

Berlino 2002: argento nella 4x100m misti e bronzo nei 100m dorso.
- Europei in vasca corta:

Fiume 2008: bronzo nei 200m dorso.